# Gardnerijanska Wicca
Gardnerijanska Wicca, najstarija wiccanska tradicija; oblik novopoganskog religioznog vještičarstva koje je utemeljeno na učenjima i tekstovima britanskog okultiste Geralda Gardnera (1884. – 1964.). U SAD-u je poznata i kao Britanska tradicionalna Wicca, jednako kao i Aleksandrijska tradicija, koja je proizašla izravno iz Gardnerijanske.
Sljedbenici Gardnerijanske Wicce organizirani su u kovene koji su najčešće ograničeni na trinaest članova. Na čelu kovena je visoka svećenica i visoki svećenik po njenom izobru, a članovi kovena slave ujedno Božicu i Boga. Članovi se regrutiraju pomoću obreda inicijacije koju provode visoka svećenica i svećenik. Postoji tri stupnja inicijacije, a članovi se drže etičkih principa pri uporabi magije koji zabranjuju Wiccanima činiti zlo drugima.

## Vanjske poveznice
- Gardnerijanska Wicca – Što je Wicca? – british-wicca.com (engl.)
- Gardnerijansko vještičarstvo – thewica.co.uk (engl.)